# Chiến thắng long trời lở đất
Một chiến thắng long trời lở đất (tiếng Anh: landslide victory) là kết quả một cuộc bầu cử trong đó ứng cử viên hoặc đảng chiến thắng giành chiến thắng với tỷ số áp đảo. Thuật ngữ này trở nên phổ biến vào những năm 1800 để mô tả một chiến thắng trong đó phe đối lập bị "chôn vùi", tương tự như cách mà một trận lở đất địa chất chôn vùi bất cứ thứ gì trên đường đi của nó. Điều gì định nghĩa một chiến thắng lở đất khác nhau tùy loại hệ thống bầu cử khác nhau. Ngay cả trong một hệ thống bầu cử, vẫn chưa có thống nhất về tỷ số chiến thắng nào đủ để được gọi là chiến thắng lở đất.